# Fantastic Movie
Fantastic Movie (Originaltitel: Epic Movie) ist eine US-amerikanische Fantasykomödie von Jason Friedberg und Aaron Seltzer aus dem Jahr 2007. Beide wirkten auch bei ähnlichen Filmproduktionen wie Scary Movie, Date Movie, Meine Frau, die Spartaner und ich sowie Disaster Movie mit.

## Handlung
Die Waise Lucy arbeitet in einem Museum. Sie wird Zeugin, wie der Kurator Jacques Saunière ermordet wird. Saunière überreicht ihr vor seinem Tod einen Code, den die etwas einfältige Lucy zunächst nicht entschlüsseln kann, der ihr dann jedoch eine goldene Eintrittskarte für Willy Wonkas Schokoladenfabrik beschert.
Edward, eine weitere Waise, lebt in einem Waisenhaus in Mexiko und träumt davon, ein Luchador (Wrestler) zu werden. Nach einem Streit mit dem Koch und Mönchen, die das Waisenhaus betreiben, stößt auch er zufällig auf eine weitere goldene Karte für Willy Wonkas Schokoladenfabrik.
Susan, die dritte Waise, ist gerade auf dem Flug zu ihren neuen Adoptiveltern Brad Pitt und Angelina Jolie, als plötzlich unzählige Schlangen im Flugzeug auftauchen. Samuel L. Jackson wirft Susan schließlich aus dem Flugzeug. Diese stürzt auf Paris Hilton, die gerade einen Einkaufsbummel beendet. Dabei findet Susan ebenfalls eine goldene Eintrittskarte.
Die vierte und letzte Waise, der Feigling Peter, lebt bei den Außenseitern der Gesellschaft – den Mutanten. Doch selbst in der Mutanten-High-School gilt er als Außenseiter. Tatsächlich wird er da sogar vom Schulleiter verspottet. Durch Zufall findet auch Peter eine der goldenen Eintrittskarten.
Lucy, Edward, Susan und Peter erreichen schließlich Wonkas Schokoladenfabrik. Der Fabrikbesitzer Willy Wonka teilt den Waisen mit, er verwende für die Schokoladenproduktion menschliche Körperteile und nimmt die vier gefangen. Lucy kann fliehen und erreicht durch einen großen Schrank Gnarnia (mit stummem G) und trifft den Faun Mr. Tumnus. Derweil kommt auch Edward nach Gnarnia und lernt die Weiße Schlampe (im Original White Bitch, Parodie auf White Witch) kennen, von der er zunächst angetan ist. Sie erweist sich später allerdings als böse und inhaftiert Edward in ihrem Schloss. Die anderen Waisen entkommen. Edward sucht einen Ausweg aus seinem Gefängnis. Dort trifft er den schrägen Captain Jack Swallows. Swallows und er überwältigen die Wachen und entkommen. Die anderen Waisen treffen währenddessen Harry Plotter und dessen Freunde, die sie auf den Kampf gegen die Weiße Schlampe vorbereiten.
Sie treffen darauf in Gnarnia auf den prolligen Halblöwen Aslo, der den Widerstand gegen die Weiße Schlampe anführt. Dabei erfahren die Waisen, dass sie, obwohl teils verschiedener ethnischer Abstammung, Vierlinge, also Geschwister sind. Sie sind zudem Teil einer Prophezeiung, laut der sie die Weiße Schlampe stürzen werden. Derweil erweist sich Swallows als Verräter und so gelangt Edward wieder in die Hände der Weißen Schlampe. Aslo wird nach einer erfolgreichen Rettungsaktion Edwards von der Weißen Schlampe getötet. Nach einem ausgelassenen Fest kommt es am Folgetag zur Schlacht gegen die Armee der Weißen Schlampe die die Waisen nur zu viert und ohne ihre eigene Armee austragen müssen. Nach zunächst aussichtslosem Kampf fällt Peter eine ominöse Fernbedienung in die Hände. Damit stoppt er die feindlichen Krieger, was die Tötung der zahlenmäßig überlegenen Gegner ermöglicht. Die Waisen werden daraufhin vom dankbaren Volk zu den Königen und Königinnen des Landes ernannt.
Viele Jahre später, die Waisen sind inzwischen alt und grau geworden, finden sie durch Zufall wieder den Weg nach Hause. Als sie auf der anderen Seite den Schrank wieder verlassen, sind sie wieder jung. Das Happy End währt jedoch nicht lange, da sie kurz nach diesem Wunder von Jack Swallows, der auf einem riesigen Wasserrad läuft, überrollt werden. Spöttisch verabschiedet Borat die Zuschauer.

## Liste der parodierten Filme und Personen
| - The Da Vinci Code – Sakrileg - Tom Hanks - 3 Engel für Charlie - Snakes on a Plane - Saddam Hussein - Samuel L. Jackson - Brad Pitt und Angelina Jolie - Paris Hilton - X-Men - Twilight – Bis(s) Zum Ende Der Nacht - Charlie und die Schokoladenfabrik - das Musikvideo zu Fergalicious von Fergie und will.i.am - Nacho Libre - Die Chroniken von Narnia - Tekken - Dumm und Dümmer (Zunge und Axt) - The Fast and the Furious: Tokyo Drift | - MTV Cribs - Mission: Impossible III - American Pie – Wie ein heißer Apfelkuchen (Stifflers Mom) - P. Diddy - Scarface - Nicole Richie - Superman Returns - Punk’d - Ashton Kutcher - Harry Potter - V wie Vendetta (Gefängnistrakt) - Pirates of the Caribbean – Fluch der Karibik 2 - Harold & Kumar - Wicked – Die Hexen von Oz - Findet Nemo - Die Todeskralle schlägt wieder zu | - das Musikvideo zu Lazy Sunday von The Lonely Island - Flavor Flav - Pussycat Dolls - Batman - Laguna Beach - Der Herr der Ringe - James Bond - Star Wars - Borat - Siegfried und Roy - Mel Gibson - 50 Cent (Tattoo) - Klick - Eagles of Death Metal - Terminator - 300 |

## Soundtrack
Der Soundtrack des Films umfasst folgende Titel:
1. Don’t Speak (I Came To Make A Bang!) – Eagles of Death Metal
2. Art of War – SWJ feat. Sizzle C
3. Be More Robotic – E>K>U>K
4. Eye of the Tiger – Survivor
5. Kung Fu Fighting – Carl Douglas
6. My Block – Cham Pain
7. He’s Willy – LeeTown
8. The Focus – X5 feat. Mr. Tang
9. Pick It Up – L.P. feat. Jose Fuego
10. Throw Your Cash Up – SWJ feat. Sizzle C
11. Lazy Pirate Day – Zach Danziger, Chris Davis, Ali Dee
12. The Moment – X5
13. Fire Fight – E>K>U>K
14. Bounce Dat Azz – Dorian Childs

## Kritiken
Die Kritiken des Filmes fielen größtenteils negativ aus. Bei Rotten Tomatoes erhielt er eine Bewertung von 2 %. Für die Goldene Himbeere 2008 war Fantastic Movie in drei Kategorien nominiert.
Ronnie Scheib schrieb in der Zeitschrift Variety vom 26. Januar 2007, die Komödie sei „fantastisch unwitzig“. Sie biete „extravagante Kulissen, Spezialeffekte, Musik, Kostüme und ein paar lahme Gags“.
Das Lexikon des internationalen Films urteilt: „Der einfallsarme Versuch einer Persiflage auf die kommerziellen ‚Großfilme‘ der letzten Jahre scheitert bereits im Ansatz, weil die zu parodierenden Filme ihrerseits als Genreparodien angelegt sind. Daraus resultiert nahezu lähmende Langeweile.“
In der Internet Movie Database steht Fantastic Movie in der Liste der schlechtesten Filme auf Platz 10 (Stand: März 2025).

## Hintergrund
Der Film wurde in Los Angeles, Santa Clarita und New Jersey mit einem Budget von rund 20 Millionen Dollar gedreht. Epic Movie spielte in den Kinos der USA bis zum 11. März 2007 ca. 39,4 Millionen US-Dollar ein.
Der Film selbst hat in der Kinofassung nur 72 Minuten Laufzeit (in der Langfassung 76 Minuten) und im Anschluss einen überlangen Abspann von rund 13 Minuten.
In der deutschen Synchronisation wird Captain Jack Swallows (Darrell Hammond) von Marcus Off gesprochen, der auch die deutsche Stimme von Jack Sparrow in den ersten drei Teilen der Pirates-of-the-Caribbean-Reihe übernahm.